# Stieber Mercédesz
Stieber Mercédesz (Budapest, 1974. szeptember 4. –) olimpiai negyedik helyezett, világ- és Európa-bajnok magyar vízilabdázó.

## Sportpályafutása
Sok más vízilabdázóhoz hasonlóan ő is úszóként kezdte, majd később váltott a vízilabdára. 1989-ben már tagja volt az Európa-bajnok válogatottnak, igaz ekkor még csak kiegészítő emberként, két év múlva viszont már meghatározó tagja volt a címét megvédő csapatnak. Itthon megfordult a Honvéd, az OSC és a Szentes csapataiban is, utóbbival BEK-et nyert, majd Olaszországba szerződött. Kétszer nyert bajnokságot, miközben az Orizzonte Cataniával ismét megnyerte a BEK-et 2002-ben. A 2004-es athéni olimpián épphogy lemaradt a válogatottal a bronzéremről. Pályafutása befejezése után edzőnek állt.

## Sikerei, díjai
- világbajnok (1994, 2005)
- vb-2. (2001)
- 2× Európa-bajnok (1991, 2001)
- 2× Eb-2. (1989, 1995)
- Eb-3. (1993)
- Világkupa-gyôztes (2002)
- 3× Világkupa bronzérmes (1989, 1993, 1995)
- 2× BEK-győztes (1993 - Szentes, 2002 - Orizzonte)
- 3× magyar bajnok (1994, 1995, 1996 - Szentes)
- 2× olasz bajnok (2000 Gifa Palermo, 2002 Orizzonte)

## Díjai, elismerései
- Az év magyar vízilabdázója (1993, 1995, 1996, 2002, 2004, 2007)
- Magyar Köztársasági Bronz Érdemkereszt (2004)
- Magyar Köztársasági Ezüst Érdemkereszt (2008)